# 1877 (numero)
Milleottocentosettantasette (1877) è il numero naturale dopo il 1876 e prima del 1878.

## Proprietà matematiche
- È un numero dispari.
- È un numero primo e un numero primo forte.
  - È un numero primo gemello (con 1879).
  - È un numero primo di Chen.
- È un numero difettivo.
- È esprimibile come somma di tre quadrati consecutivi: 1877 = 576 +625 + 676 = 242 + 252 + 262.
- È esprimibile in un solo modo come somma di due quadrati: 1877 = 1681 + 196 = 412 + 142.
- È un numero nontotiente in quanto dispari e diverso da 1.
- È un numero congruente.
- È un numero odioso.
- È un numero intero privo di quadrati.
- È parte delle terne pitagoriche (1148, 1485, 1877), (1877, 1761564, 1761565).

## Astronomia
- 1877 Marsden è un asteroide della fascia principale del sistema solare.

## Astronautica
- Cosmos 1877 è un satellite artificiale russo.